# B3リーグ 2017-18
B3リーグ 2017-18は、2017年9月29日から2018年5月20日まで開催されたB3リーグの第2回目のシーズンである。東京八王子トレインズが年間総合優勝を果たした。

## 参加チーム
2017-18シーズンのB3はクラブチームが5チーム、企業形態のチームが4チームの計9チームで構成される。
企業形態のチームはチーム名に法人名が明示される。
- 「ステージ（詳細）」
  - ○ - 全ステージに参加する
  - △ - レギュラーシーズンにのみ参加する
- 「準加盟」[1]
  - ○ - 承認済
  - △ - 継続審議
  - －- 未承認、ないしは未申請

| 地区 | チーム名                                  | 略称         | ホームタウン   | ホームアリーナ                     | ステージ | 準加盟 | 2016-17所属 | 備考  |
| ---- | ----------------------------------------- | ------------ | -------------- | ---------------------------------- | -------- | ------ | ----------- | ----- |
| 関東 | 埼玉ブロンコス                            | 埼玉         | 埼玉県所沢市   | 所沢市民体育館                     | ○        | ○      | B3リーグ    |       |
| 関東 | 大塚商会アルファーズ                      | 大塚商会     | 埼玉県越谷市   |                                    | ○        | -      | B3リーグ    |       |
| 関東 | 東京エクセレンス                          | 東京EX       | 東京都板橋区   | 板橋区立小豆沢体育館               | ○        | ○      | B2リーグ    |       |
| 関東 | 東京海上日動ビッグブルー                  | 東京海上日動 | 東京都         | 東京海上日動石神井スポーツセンター | △        | -      | B3リーグ    |       |
| 関東 | 東京サンレーヴス                          | 東京CR       | 東京都         |                                    | ○        | -      | B3リーグ    |       |
| 関東 | 東京八王子トレインズ                      | 八王子       | 東京都八王子市 | エスフォルタアリーナ八王子         | ○        | ○      | B3リーグ    | [ 2 ] |
| 中部 | 豊田合成スコーピオンズ                    | 豊田合成     | 愛知県         |                                    | △        | -      | B3リーグ    |       |
| 中部 | アイシン・エィ・ダブリュ アレイオンズ安城 | アイシンAW   | 愛知県安城市   | アイシンAW体育館                   | △        | -      | B3リーグ    |       |
| 九州 | 鹿児島レブナイズ                          | 鹿児島       | 鹿児島県       | 鹿児島アリーナ                     | ○        | ○      | B2リーグ    |       |

## レギュレーション
レギュラーシーズンは全9チームによる4回総当たり戦、ファーストステージは全クラブチーム+大塚商会の6チームによる各2回戦総当たり戦、ファイナルステージは全クラブチーム+大塚商会の6チームによる各4回戦総当たりで開催される。
最終順位は勝率で決定する（勝率が並んだ場合は「当該クラブ間のゴールアベレージ（得点÷失点）」「各ステージの全試合におけるゴールアベレージ」で比較）。

### B2・B3間の入れ替えについて
当初は上記の最終順位とは別に、それぞれの大会（ファーストステージ、レギュラーシーズン、ファイナルステージ）の順位を基にした「勝ち点」を算出し、それを合算した勝ち点の最上位、なおかつBリーグ準加盟でBリーグクラブライセンス（B2ライセンス）を保持するクラブが、B2の最下位クラブとの「B2・B3入れ替え戦」に推薦（進出）する予定である。

## 結果

### ファーストステージ
2017年9月29日～10月29日
| 順位 | チーム名             | 勝 | 敗 | 勝率 | 差  | 得点 | 失点 | 勝ち点 |
| 1    | 東京八王子トレインズ | 8  | 2  | .800 | 0.0 | 830  | 678  | 3      |
| 2    | 東京エクセレンス     | 7  | 3  | .700 | 1.0 | 864  | 772  | 2.5    |
| 3    | 鹿児島レブナイズ     | 5  | 5  | .500 | 3.0 | 834  | 860  | 2      |
| 4    | 埼玉ブロンコス       | 5  | 5  | .500 | 3.0 | 866  | 832  | 1.5    |
| 5    | 大塚商会アルファーズ | 4  | 6  | .400 | 4.0 | 791  | 771  | 1      |
| 6    | 東京サンレーヴス     | 1  | 9  | .100 | 7.0 | 700  | 972  | 0.5    |

### レギュラーシーズン
2017年11月4日～2018年3月18日

### ファイナルステージ
2018年3月23日～5月19日
| 順位 | チーム名             | 勝 | 敗 | 勝率 | 差   | 得点 | 失点 | 勝ち点 |
| 1    | 東京八王子トレインズ | 17 | 3  | .850 | 0.0  | 1680 | 1445 | 4      |
| 2    | 大塚商会アルファーズ | 13 | 7  | .650 | 4.0  | 1542 | 1529 | 3.5    |
| 3    | 東京エクセレンス     | 12 | 8  | .600 | 5.0  | 1692 | 1542 | 3      |
| 4    | 鹿児島レブナイズ     | 8  | 12 | .400 | 9.0  | 1595 | 1681 | 2.5    |
| 5    | 埼玉ブロンコス       | 8  | 12 | .400 | 9.0  | 1549 | 1643 | 2      |
| 6    | 東京サンレーヴス     | 2  | 18 | .100 | 15.0 | 1567 | 1785 | 1.5    |

## 総合勝ち点
| 順位 | チーム名                                  | ファースト | レギュラー | ファイナル | 合計 |
| ---- | ----------------------------------------- | ---------- | ---------- | ---------- | ---- |
| 1    | 東京八王子トレインズ                      | 3.0        | 5.0        | 4.0        | 12.0 |
| 2    | 東京エクセレンス                          | 2.5        | 4.0        | 3.0        | 9.5  |
| 3    | 大塚商会アルファーズ                      | 1.0        | 4.5        | 3.5        | 9.0  |
| 4    | 埼玉ブロンコス                            | 1.5        | 3.5        | 2.0        | 7.0  |
| 5    | 鹿児島レブナイズ                          | 2.0        | 2.5        | 2.5        | 7.0  |
| 6    | 東京サンレーヴス                          | 0.5        | 1.5        | 1.5        | 3.5  |
| 7    | 豊田合成スコーピオンズ                    | -          | 3.0        | -          | 3.0  |
| 8    | アイシン・エィ・ダブリュ アレイオンズ安城 | -          | 2.0        | -          | 2.0  |
| 9    | 東京海上日動ビッグブルー                  | -          | 1.0        | -          | 1.0  |

出典：【B3】ファイナルステージ順位確定のお知らせ | B3リーグ 公式サイト
1位の東京八王子トレインズはB2・B3 入替戦に出場。